# Hanriot HD.2
Hanriot HD.2 là một loại máy bay tiêm kích sản xuất ở Pháp trong Chiến tranh thế giới I.

## Biến thể

### HD.2
- HD.2
  - HD.2C

### HD.12
- HD.12 –

### HD.27
- HD.27

### H.29
- H.29

## Quốc gia sử dụng
Pháp
- Hải quân Pháp

 Hoa Kỳ
- Hải quân Hoa Kỳ

## Tính năng kỹ chiến thuật (HD.2)
Đặc điểm tổng quát
- Kíp lái: 1
- Chiều dài: 7.00 m (23 ft 0 in)
- Sải cánh: 8.51 m (27 ft 11 in)
- Chiều cao: 3.10 m (10 ft 2 in)
- Diện tích cánh: 18.4 m2 (198 ft2)
- Trọng lượng rỗng: 495 kg (1.092 lb)
- Trọng lượng có tải: 700 kg (1.540 lb)
- Powerplant: 1 × Clerget 9B, 100 kW (130 hp)

Hiệu suất bay
- Vận tốc cực đại: 182 km/h (113 mph)
- Tầm bay: 300 km (186 dặm)
- Trần bay: 4.800 m (15.750 ft)

Vũ khí trang bị
- 2 × Súng máy Vickers.303